# マウジョシュア
マウ ジョシュア（Mau Joshua、1987年1月27日 - ）は、ニュージーランド、クライストチャーチ出身のラグビー選手。

## プロフィール
- ポジションはフッカー(HO)。
- 身長 180cm、体重 100kg
- ニックネームはジュシュ。
- 旧名「ジョシュア・マウ」[1]。

## 略歴
5歳からラグビーを始めた。
札幌山の手高校、北海道バーバリアンズ、東海大学、横河武蔵野アトラスターズを経て、2012年、キヤノンイーグルスに加入。
2014年、リコーブラックラムズに加入。
2019年、リコーブラックラムズを退団した。